# Обыкновенный козодой
Обыкнове́нный козодо́й, или просто козодой (лат. Caprimulgus europaeus) — ночная птица из семейства настоящих козодоев, гнездящаяся в умеренных широтах Евразии и в северо-западной Африке. Размером чуть крупнее дрозда, отличается неброским серовато-бурым оперением, хорошо скрывающим птицу на фоне коры или лесной подстилки. Как и другие виды семейства, имеет большие глаза, короткий клюв в сочетании с очень большим («лягушачьим») разрезом рта и короткие ноги, слабо адаптированные для передвижения по земле и обхватывания ветвей (по этой причине птицы сидят вдоль веток, а не поперёк).
Населяет светлые сосновые леса, вырубки, просеки, пустоши, пустыри, в Южной Европе — заросли вечнозелёных жестколистных и колючих кустарников (маквис). Перелётная птица, зимует в Африке южнее Сахары. Питается насекомыми, на которых охотится в воздухе.

## Описание

### Внешний вид

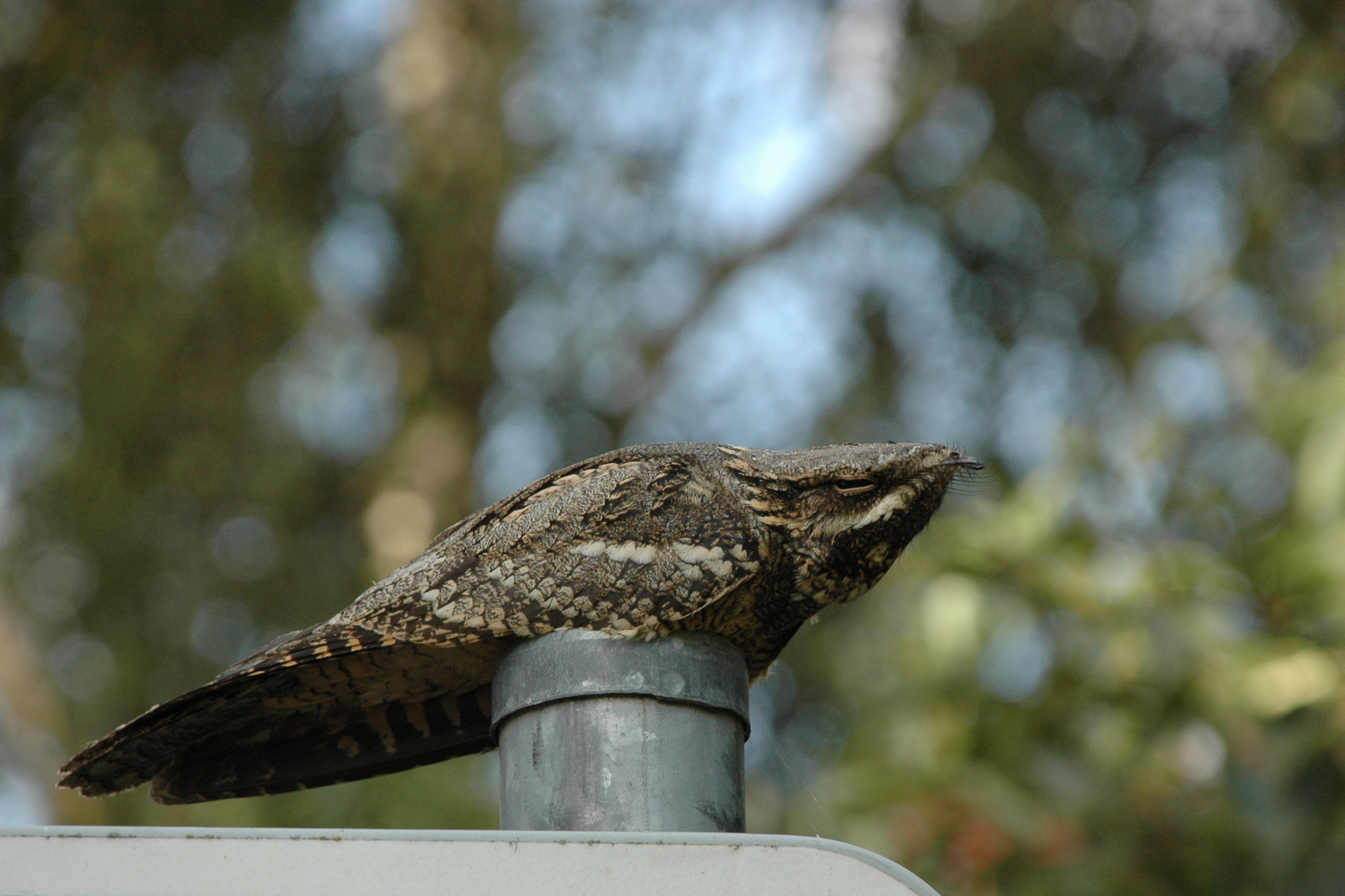
Крупным планом

Небольшая, изящного телосложения птица. Длина 24,5—28 см, размах крыльев 52—59 см, вес самцов 51—101 г, вес самок 67—95 г. Тело несколько удлинённое, как у кукушки, с длинными острыми крыльями и относительно длинным хвостом. Клюв очень короткий и слабый, однако разрез рта выглядит очень большим. По углам рта развиты длинные и твёрдые щетинки. Ноги очень маленькие — кажется, что сидящая на земле птица прижалась всем телом к грунту. Средний палец длиннее остальных и частично связан перепонками с соседними. Оперение мягкое и рыхлое, как у сов — из-за этого козодой иногда выглядит немного крупнее, чем он есть на самом деле.
Окрас типичный покровительственный — неподвижно сидящую птицу довольно сложно обнаружить на ветке дерева или в опавшей пожухлой листве. У номинативного подвида верх буровато-серый, с многочисленными поперечными пестринами и полосками рыжеватого, каштанового и чёрного цветов. Низ буровато-охристый, с рисунком из мелких более тёмных поперечных полосок. Под глазом развита ярко выраженная белая полоска. По бокам горла имеются небольшие пятна, чисто-белые у самца и рыжие у самки. Кроме того, у самца развиты белые пятна на концах крыльев и по углам внешних рулевых, однако в остальном оба пола очень похожи друг на друга. Молодые птицы больше похожи на взрослую самку. Клюв чёрный, радужная оболочка чёрно-бурая.
Полёт энергичный и манёвренный, но в то же время бесшумный. Кроме того, птица способна зависать на одном месте подобно пустельге, а также планировать с широко расставленными крыльями. По земле передвигается неохотно, отдавая предпочтение сидению на участке почвы без растительности. Почуяв приближение хищника или человека, отдыхающая птица пытается слиться с окружающим ландшафтом, затаившись и прижавшись к земле или суку. Если опасность слишком близка, птица легко взлетает, громко хлопая крыльями, и удаляется на небольшое расстояние. На Пиренейском полуострове и в северо-западной Африке гнездится родственный красношейный козодой, отличающийся от обыкновенного более крупными размерами, удлинёнными крыльями и заметно бо́льшим развитием серого в оперении. Кроме того, этот вид выделяется «ошейником» охристых перьев в верхней части шеи и более развитыми белыми отметинами на крыльях и хвосте. Зимний ареал обыкновенного козодоя частично перекрывается ареалами рыжещёкого (Caprimulgus rufigena) и уздечкового (Caprimulgus fraenatus) козодоев. Оба эти африканских вида также, как и красношейный, обладают ярко выраженными полукольцом охристых перьев на шее и белыми пятнами на крыльях и хвосте. Уздечковый козодой, к тому же, значительнее темнее обыкновенного. Британские орнитологи Дэвид Сноу (англ. David Snow) и Кристофер Перринс (англ. Chris Perrins) в своей фундаментальной работе, посвящённой птицам западной Палеарктики, подчёркивали, что встреча обыкновенного козодоя — это вопрос скорее везения, нежели знания.

### Голос
Будучи неприметной птицей, козодой прежде всего известен по своему своеобразному пению, непохожему на голоса других птиц и в хорошую погоду слышному на расстоянии до 600 м. Поёт самец, обычно сидя на суку сухостойного дерева на окраине лесной поляны или просеки. Его песня — сухая монотонная трель «рьрьрьрьрь» — чем-то напоминает урчание зелёной жабы или тарахтение небольшого мотоцикла, только более громкая. Однообразное дребезжание с небольшими перерывами продолжается от заката до рассвета, при этом тональность, частота и громкость звука периодически меняются. Временами птица прерывает трель высоким и растянутым «фюрр-фюрр-фюрр-фюрррюю…», как будто размеренный рокот мотора неожиданно захлебнулся. Закончив пение, козодой всегда покидает дерево, на котором сидел. Самец приступает к токованию через несколько дней после прилёта и продолжает петь всё лето, ненадолго затихая во второй половине июля. Данные о пении самца вне гнездовий противоречивы: одни источники указывают, что его трель можно иногда услышать также во время миграции и на зимовках, в то время как другие утверждают, что птица в это время молчалива. Если протяжная трель характерна только для самца, то другие звуки способны издавать птицы обоих полов. В полёте козодои часто отрывисто кричат «уик…уик». Сигналы тревоги — различные вариации односложного чокания или глухое шипение.

## Распространение

### Ареал
Обыкновенный козодой гнездится в тёплом и умеренном поясе в северо-западной Африке и Евразии от Атлантики на восток до Забайкалья, где его сменяет другой вид — большой козодой, отличающийся более тёмной окраской и иной конфигурацией белых пятен на хвосте. В Европе встречается почти повсеместно, в том числе и на большинстве островов Средиземного моря, однако в центральной части редок. Более обычен на Пиренейском полуострове и в странах Восточной Европы. Отсутствует в Исландии и северных районах Шотландии и Скандинавии, а также на юге Пелопоннеса.
В России гнездится от западных границ к востоку до бассейна реки Онон (граница с Монголией), на севере встречаясь до подтаёжной зоны: в европейской части до района Архангельска, на Урале примерно до 60-й параллели, в Сибири — до Енисейска, северного Байкала и средней части Витимского плоскогорья. На юге за пределами России распространён в Передней Азии к югу до Сирии, северного Ирака, Ирана и Афганистана, восточнее до западной Индии, на западе Китая до северного склона Куньлуня и до Ордоса. В Африке гнездится от Марокко к востоку до Туниса, к югу до Высокого Атласа.

### Места обитания

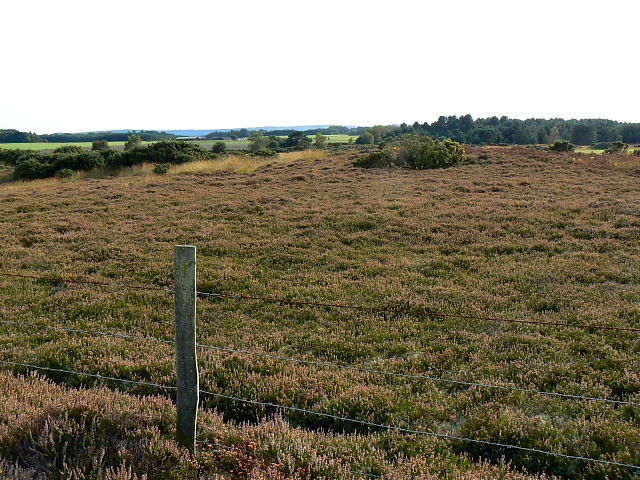
Вересковая пустошь — типичный гнездовой биотоп

Населяет открытые и полуоткрытые ландшафты с сухими, хорошо прогреваемыми участками, при этом основными факторами для успешного гнездования являются сухая подстилка, хороший сектор обзора и возможность внезапно взлететь с гнезда из-под носа хищника, а также обилие ночных летающих насекомых.
Охотно селится на вересковых пустошах, пустырях, в светлых, разреженных сосновых лесах с песчаным грунтом и просеками, на окраинах вырубок, полей, речных долин, болот. В южной и юго-восточной Европе обычен на каменистых и песчаных участках маквиса (зарослей вечнозелёных кустарников). В центральных областях Европы наибольшей численности достигает на военных полигонах и заброшенных карьерах. В северо-западной Африке гнездится на каменистых склонах с редким кустарником. Основные места обитания в степи — пойменные леса и склоны балок с группами деревьев или зарослями кустарника.
Сплошного тёмного леса козодой избегает, и лишь один подвид, C. e. plumpibes, встречается в пустынном ландшафте Гоби. Как правило, населяет равнину, однако при благоприятных условиях селится вплоть до субальпийского пояса. Так, в горах Центральной Азии козодои обычны в горах выше 3000 м над уровнем моря, а в местах зимовок встречаются на границе льда на высоте до 5000 м над уровнем моря. Хозяйственная деятельность человека, такая как вырубка леса и устройство противопожарных просек, благоприятно сказываются на численности козодоя. С другой стороны, обилие шоссейных дорог нередко становится губительным для популяции этих птиц. Свет автомобильных фар привлекает ночных насекомых, на которых охотится козодой, а разогретый днём асфальт является удобной площадкой для отдыха. В результате птицы нередко попадают под колёса, что приводит к тотальному истреблению в районах с оживлённым автомобильным движением. Другой немаловажный фактор, отрицательно сказывающийся на численности птиц — беспокойство со стороны человека в гнездовой период, в частности раннее посещение лесов грибниками и ягодниками.

### Миграции
Обыкновенный козодой — типичный перелётный вид, ежегодно совершающий дальние миграции. Основные места зимовок номинативного подвида, гнездящегося на большей части Европы, находятся в восточной и южной Африке, хотя небольшая часть птиц также перемещается на запад этого континента. Подвид meridionalis, населяющий Средиземноморье, Кавказ и районы, прилегающие к Каспийскому морю, зимует в южных и, возможно, центральных областях африканского континента, и так же в небольшом количестве на западе. Подвиды sarudnyi, unwini и dementievi, обитающие в степных и горных районах Центральной Азии, по всей видимости перемещаются на восток и юго-восток Африки. Кроме того, небольшие скопления зимующих птиц формы unwini отмечены в Израиле, Пакистане и вероятно северо-западной Индии. На юго-востоке Африки также зимуют козодои подвида plumipes. Миграция проходит широким фронтом, однако птицы на пролёте держатся поодиночке и стай не образуют. За пределами природного ареала случайные залёты задокументированы в Исландии, на Фарерских, Азорских и Канарских островах, Мадейре и Сейшелах.

## Размножение

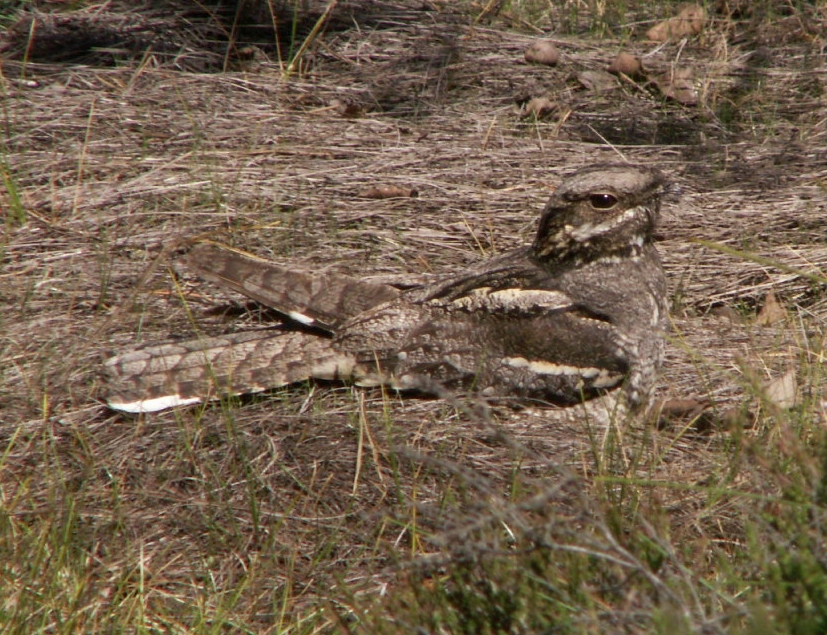
На гнезде

Половая зрелость наступает в возрасте около одного года. Самцы прилетают на гнездовья недели на две раньше самок, когда на деревьях распускаются листья и появляются летающие насекомые. Сроки прилёта варьируют от первой декады апреля в северо-западной Африке и западном Пакистане до первых чисел июня в Ленинградской области России. В средней полосе России большая часть птиц занимает гнездовые участки с середины апреля до середины мая. Прибывший на место самец вскоре приступает к токованию — подолгу поёт, сидя вдоль боковой ветви. Временами самец меняет позицию, перемещаясь с одного дерева на другое. Приметив самку, самец обрывает песню резким криком и громко хлопает крыльями, привлекая её внимание. Во время ухаживания козодой медленно порхает как бабочка и часто зависает на одном месте, при этом держит туловище почти вертикально и крылья в виде латинской буквы V, так что ясно видны сигнальные белые пятна.
Самец демонстрирует самке несколько потенциальных мест для будущей кладки яиц, на каждом из них приземляясь и издавая монотонную трель. Подлетевшая рядом самка также издаёт звуки. Позднее самка самостоятельно выбирает место будущей кладки яиц, возле которой и происходит спаривание. Гнездо как таковое отсутствует, яйца откладываются непосредственно на землю, как правило на лесную подстилку в виде прошлогодней листвы, хвои или древесной трухи, где наседка будет оставаться незаметной. Чаще всего гнездо прикрыто кустиком, папоротником или опавшими ветками, однако имеет хороший обзор вокруг и возможность в случае опасности быстро и бесшумно взлететь.

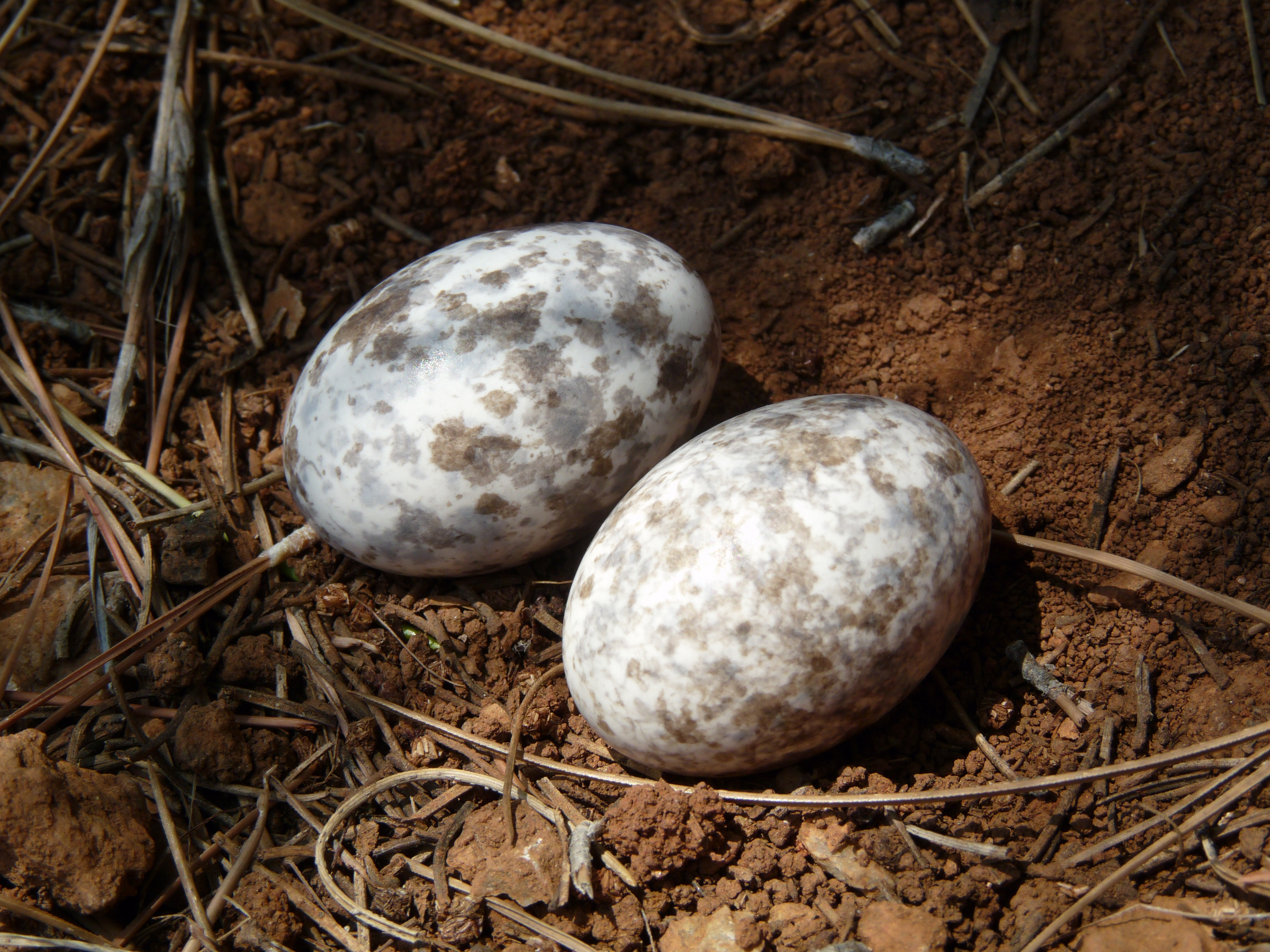
Кладка

Кладка, как правило в конце мая или начале июня, обычно содержит 2 яйца удлинённой эллипсоидной формы, размером (27—37) х (20—25) мм. Изредка в гнезде попадаются ещё одно или два яйца, которые по всей видимости являются подкидышами. Скорлупа блестящая, имеет белый либо сероватый фон, и замысловатый мраморный рисунок из серых и бурых пятен. Насиживание продолжается около 17—18 дней. Большую часть времени на гнезде проводит самка, и лишь иногда вечером или утром её подменяет самец. При приближении хищника или человека сидящая птица затаивается и прищуривает глаз, обращённый к пришельцу, а если опасность близка, то пытается увести подальше от гнезда, притворившись раненой птицей. Застигнутый врасплох либо неспособный улететь птенец козодоя шипит, широко разинув рот, и делает выпады в сторону врага.
Птенцы появляются на свет с интервалом в сутки и при вылуплении почти полностью (за исключением небольших участков на затылке и спине) покрыты пухом — струйчатым буровато-серым сверху и охристым снизу. Они быстро становятся достаточно активными, и в отличие от взрослых птиц, неплохо ходят. Первые 4 дня потомство выкармливает только самка, а затем и оба родителя. За ночь родители около 10 раз возвращаются в гнездо с добычей, каждый раз принося в зобе до 150 насекомых. В возрасте двух недель птенцы делают первые попытки взлететь, а ещё через неделю уже летают на небольшие расстояния. Через 5 недель после вылупления выводок становится полностью самостоятельным и рассеивается в ближайшие окрестности, прежде чем отправится в первое длительное путешествие на зимовку.

## Питание

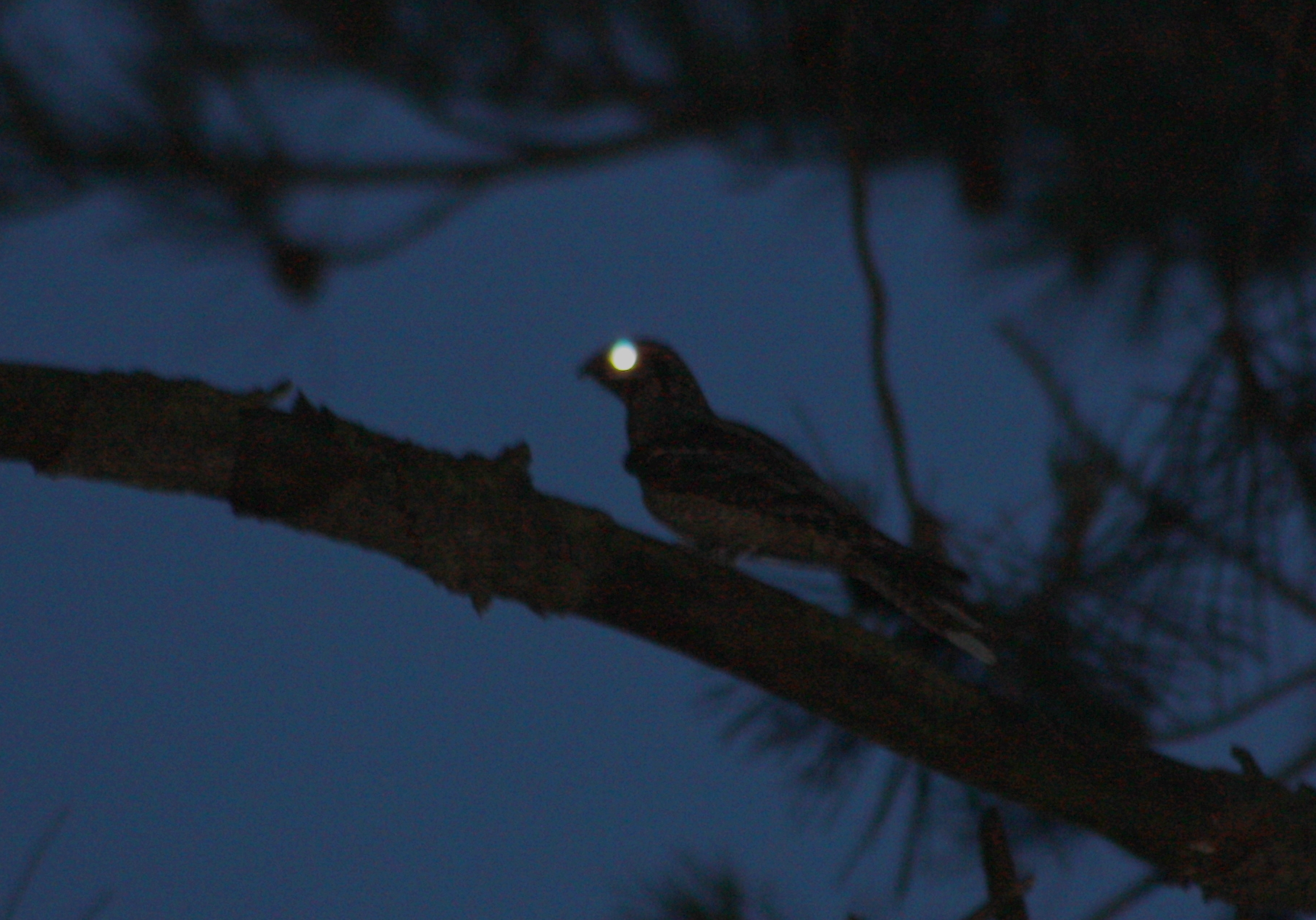
Глаза козодоя отражают свет автомобильных фар

Питается летающими насекомыми, на которых охотится с наступлением темноты. В рационе превалируют ночные бабочки и жуки, но птица также регулярно ловит двукрылых (комаров, мошек), подёнок, клопов и перепончатокрылых (пчёл и ос). Кроме того, в желудках птиц нередко находят песок и мелкие камешки, а также иногда остатки растений. Непереваренные остатки пищи отрыгиваются в виде комочков, называемых погадками — особенность, которая объединяет различные виды козодоев со многими совами и соколами.
Активен с наступлением темноты и до рассвета, охотится как на кормовой территории, так и далеко за её пределами. Если корма достаточно, ночью делает перерывы и отдыхает, сидя на ветке или земле. Насекомых обычно ловит в полёте, иногда предварительно карауля добычу из засады — сука дерева на краю поляны или другого открытого места. Кроме того, по всей видимости, склёвывает корм с веток или земли. После ночной охоты козодои днем спят, но не прячутся в дуплах или пещерках, как совы, а устраиваются открыто — среди опавших листьев или на ветке дерева, в последнем случае расположившись вдоль ветки, а не поперёк как у большинства птиц. В этот период козодоя можно обнаружить лишь случайно, вспугнув с близкого расстояния — пестрое оперение, прищуренные глаза и малоподвижность сливают его с окружающей средой.

## Происхождение названия
Козодоя часто можно увидеть вблизи пасущихся домашних животных. Они охотятся на мух, слепней и других насекомых, которые сопровождают животных. Они не только летают рядом, но и бегают по земле среди животных, иногда даже прямо между ног. Все это, а также необычно большой рот козодоя стало основанием для названия. Увидеть вживую козодоя больше шансов вечером вблизи стада коров или коз. В лесу его приметить очень трудно.

В разных частях ареала своего обитания козодой обыкновенный имеет множество местных названий, каждое из которых отражает некую особенность его облика или поведения. Пожалуй, самым известным из них стало имя дремлюга, поначалу украинское, но затем постепенно вошедшее в литературу и ставшее общеупотребительным.:20 Такое прозвище козодой получил за свою повадку сидеть в дневное время не шевелясь, словно бы в дремоте, в маскирующей позе с прикрытыми глазами, чтобы их блеск не выдал их потенциальному агрессору.:45 Как пишет в своём труде Карл Кесслер, «днём полунощник остаётся всегда неподвижно на одном и том же месте, то на земле, то на поваленном дереве или на толстом горизонтальном суку, не в дальнем разстоянии от земли, застыв словно бы в дремоте».:20 Однако это впечатление обманчиво. Из-под полуприкрытых век козодой очень внимательно следит за всем, что происходит вокруг него, а в случае опасности резко взлетает.:45
Среди других местных названий козодоя более других известны: ночница, полуночница, ночной ястреб (ястребок), сычь, чурила (пермск.), полуночник, лежень, чурпило (укр.); комок, ночной голубок (новгород.) и лилёк (лилок).:404 Кроме того, в сибирских говорах чаще других встречается название козадой (именно в таком произношении) и кузнец (крупный кузнечик).:38 Последнее прозвище козодой получил за один из звуков, постоянно издаваемых этими птицами. В вечернее время, когда стемнеет, можно часто слышать длинную приглушенно-трескучую однообразную трель, чем-то напоминающую трещание какого-то очень большого кузнечика.:222 В других случаях этот звук может напоминать также «мурлыканье».:255

## Классификация и подвиды

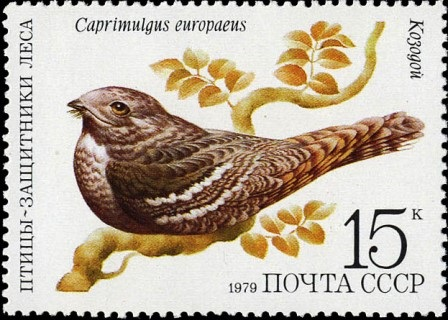
Почтовая марка СССР, 1979 год

Обыкновенный козодой был научно описан Карлом Линнеем в 10-м издании его Системы природы в 1758 году. Родовое название Caprimulgus, в переводе с латинского буквально означающее «козодой» или «дойщик коз» (от латинских слов capra — коза, и mulgere — доить), было заимствовано из Естественной истории (Liber X 26 Ivi 115) Плиния Старшего — этот известный римский историк и писатель полагал, что птицы по ночам пьют козье молоко, присасываясь к вымени животных, которые впоследствии слепнут и гибнут. Действительно, птиц нередко встречают почти у самых ног пасущегося скота, однако это связано с обилием насекомых, потревоженных животными либо слетающихся на запах навоза. Название, основанное на ошибочном мнении, сохранилось не только в науке, но и перекочевало в несколько европейских языков, в том числе и русский. Видовое название europaeus («европейский») прямо указывает на регион, где вид был первоначально описан.
Выделяют шесть подвидов козодоя, у которых изменчивость выражается в общих размерах и варьировании общей окраски оперения:
- Caprimulgus europaeus europaeus Linnaeus, 1758 — северная и центральная Европа к востоку до Байкала, к югу до примерно 60° с. ш.
- Caprimulgus europaeus meridionalis Hartert, 1896 — Северо-Западная Африка, Пиренейский полуостров, северное Средиземноморье, Крым, Кавказ, Украина, северо-западный Иран и прибрежные районы Каспийского моря.
- Caprimulgus europaeus sarudnyi Hartert, 1912 — Центральная Азия от Казахстана и восточного побережья Каспия к востоку до Кыргызстана, Тарбагатая и Алтайских гор.
- Caprimulgus europaeus unwini Hume, 1871 — Азия от Ирака и Ирана к востоку до западных склонов Тянь-Шаня и китайского города Кашгар, а также Туркменистан и Узбекистан.
- Caprimulgus europaeus plumipes Przewalski, 1876 — северо-западный Китай, западная и северо-западная Монголия.
- Caprimulgus europaeus dementievi Stegmann, 1949 — южное Забайкалье, северо-восточная Монголия.